# Prix Eiji-Sawamura
Pour les articles homonymes, voir Sawamura.

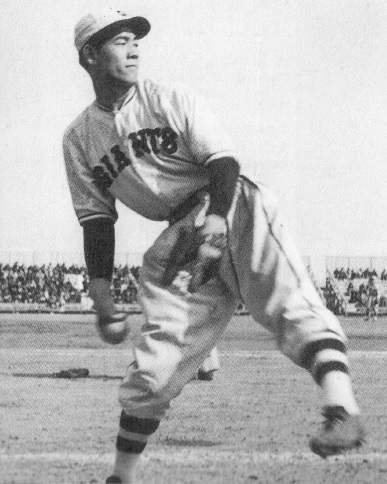
Eiji Sawamura

Le prix Eiji-Sawamura, couramment appelé Sawamura ou prix Sawamura, est un prix remis annuellement au meilleur lanceur des ligues japonaises de baseball. Le prix a été créé en 1947 en l'honneur d'Eiji Sawamura, lanceur légendaire des Yomiuri Giants dans les années 1930 et 1940.

## Histoire
Le trophée Sawamura récompensait à l'origine le meilleur lanceur de la Ligue centrale japonaise, mais depuis 1989 les lanceurs de la Ligue Pacifique sont aussi considérés. 
Le vainqueur est choisi par cinq anciens grands lanceurs du Japon, un panel dont la composition peut varier au fil des ans.
Bien que les Occidentaux considèrent parfois le Sawamura comme une version nippone du trophée Cy Young remis dans les deux ligues majeures de baseball en Amérique du Nord, il est à noter que le Cy Young ne fut créé qu'en 1956, soit neuf ans après le prix Eiji Sawamura. 
Le Sawamura a été remis chaque année sauf en 1971, 1980, 1984 et 2000, où aucun gagnant n'a été choisi. En 1966 et 2003, il fut décerné conjointement à deux lanceurs.
Shigeru Sugishita (1951, 1952, 1954), Masaichi Kaneda (1956, 1957, 1958) et Minoru Murayama (1959, 1965, 1966) détiennent le record de trois Sawamura chacun. Seul Masaichi Kaneda l'a emporté trois saisons consécutives. Le premier lanceur gagnant du Sawamura à évoluer dans la Ligue Pacifique fut Hideo Nomo en 1990.
Tous les gagnants du prix Sawamura sont Japonais, sauf deux : Gene Bacque en 1964 et Kris Johnson en 2016.

## Critères
En 1982, une série de sept critères fut établie pour sélectionner les gagnants du trophée. La plupart des lauréats n'atteignent pas les sept critères, la norme étant généralement de quatre.
Ces critères sont :
- Le nombre de départs : 25
- Les victoires : 15
- Les matchs complets : 10
- Le pourcentage victoires-défaites : 600
- Le nombre de manches lancées : 200
- La moyenne de points mérités : 2,50 ou plus bas
- Les retraits sur des prises : 150

Manabu Kitabeppu (1982), Masumi Kuwata (1987), Masaki Saito (1989), Shinji Sasaoka (1991), Shinji Imanaka (1993) et Yu Darvish (2007) sont les lauréats ayant atteint chacun des sept critères.
Il peut arriver qu'un lanceur atteigne les sept critères mais ne soit pas choisi comme gagnant du Sawamura. En 2008, par exemple, le panel choisit Hisashi Iwakuma qui avait rempli tous les critères, sauf celui des matchs complets. En revanche, Yu Darvish, qui ne remporta pas le prix, avait atteint chacun des sept critères mais n'avait mené la ligue que dans une de ces catégories, celle des matchs complets.

## Les gagnants

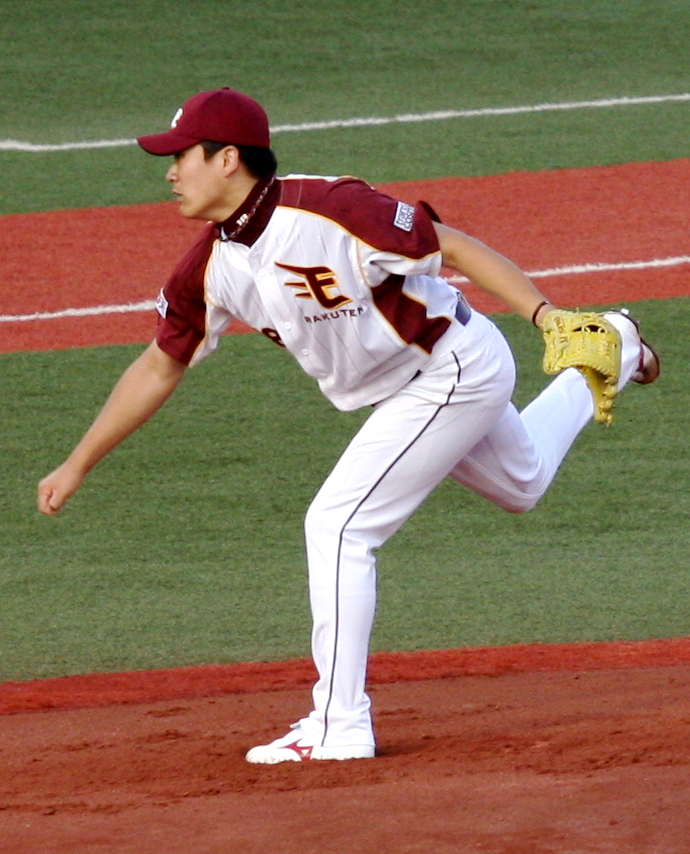
Masahiro Tanaka, gagnant du prix Eiji Sawamura en 2011 et 2013.

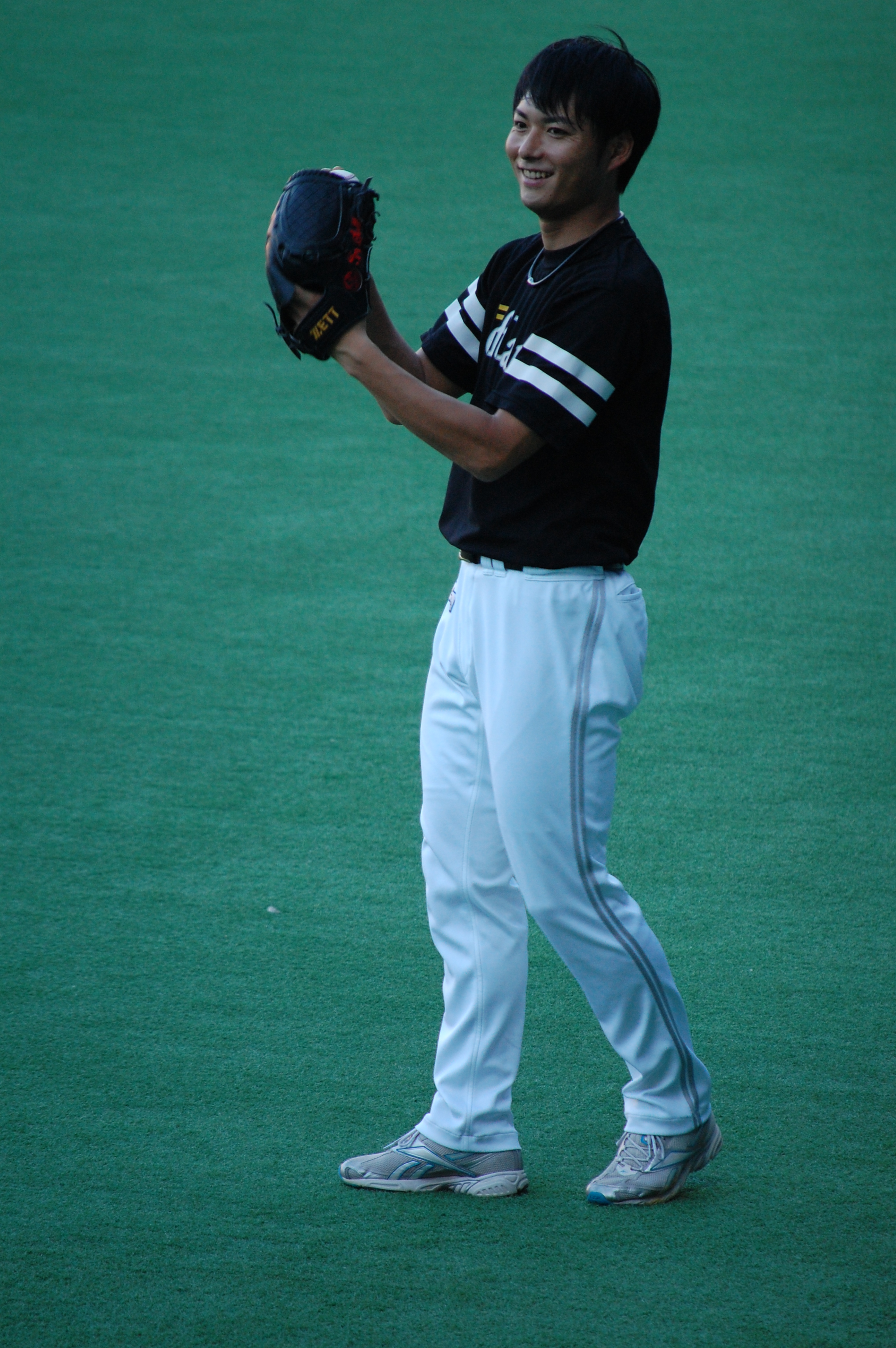
Tadashi Settsu est récipiendaire du Sawamura en 2012.

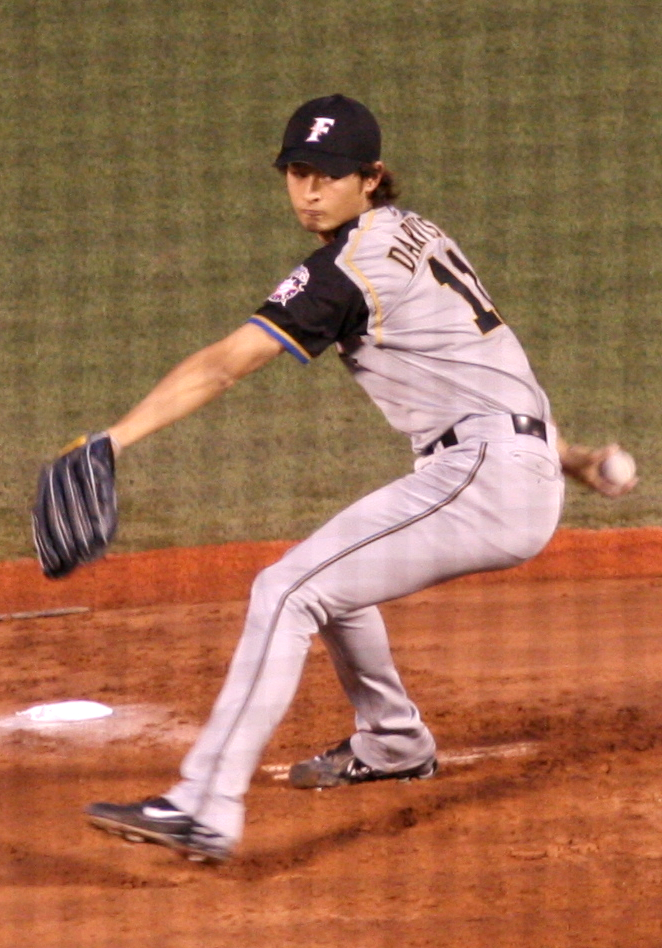
Yu Darvish, meilleur lanceur en 2007.

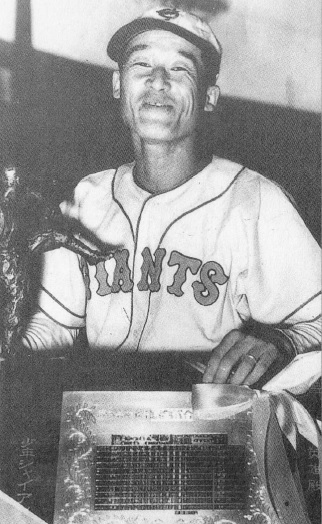
Hideo Fujimoto gagne le Sawamura en 1949.

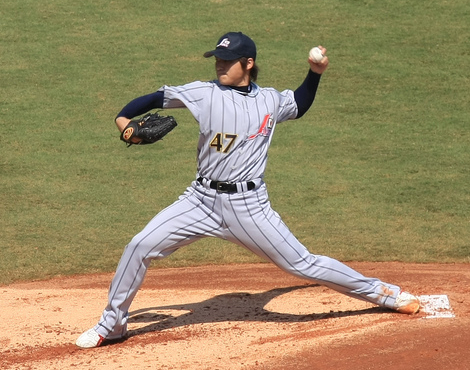
Sugiuchi Toshiya, meilleur lanceur de 2005.

Sont indiqués en caractères gras le nom des lanceurs ayant remporté le Sawamura et rempli les sept critères mentionnés ci-haut.
| 1947 | Takehiko Bessho                 | Nankai Hawks                       |               |               |               |               |               |               |               |
| 1948 | Hiroshi Nakao                   | Yomiuri Giants                     |               |               |               |               |               |               |               |
| 1949 | Hideo Fujimoto                  | Yomiuri Giants                     |               |               |               |               |               |               |               |
| 1950 | Shigeo Sanada                   | Shochiku Robins                    |               |               |               |               |               |               |               |
| 1951 | Shigeru Sugishita               | Chunichi Dragons                   |               |               |               |               |               |               |               |
| 1952 | Shigeru Sugishita               | Chunichi Dragons                   |               |               |               |               |               |               |               |
| 1953 | Takumi Otomo                    | Yomiuri Giants                     |               |               |               |               |               |               |               |
| 1954 | Shigeru Sugishita               | Chunichi Dragons                   |               |               |               |               |               |               |               |
| 1955 | Takehiko Bessho                 | Yomiuri Giants                     |               |               |               |               |               |               |               |
| 1956 | Masaichi Kaneda                 | Kokutetsu Swallows                 |               |               |               |               |               |               |               |
| 1957 | Masaichi Kaneda                 | Kokutetsu Swallows                 |               |               |               |               |               |               |               |
| 1958 | Masaichi Kaneda                 | Kokutetsu Swallows                 |               |               |               |               |               |               |               |
| 1959 | Minoru Murayama                 | Hanshin Tigers                     |               |               |               |               |               |               |               |
| 1960 | Ritsuo Horimoto                 | Yomiuri Giants                     |               |               |               |               |               |               |               |
| 1961 | Hiroshi Gondo                   | Chunichi Dragons                   |               |               |               |               |               |               |               |
| 1962 | Masaaki Koyama                  | Hanshin Tigers                     |               |               |               |               |               |               |               |
| 1963 | Yoshiaki Ito                    | Yomiuri Giants                     |               |               |               |               |               |               |               |
| 1964 | Gene Bacque                     | Hanshin Tigers                     |               |               |               |               |               |               |               |
| 1965 | Minoru Murayama                 | Hanshin Tigers                     |               |               |               |               |               |               |               |
| 1966 | Minoru Murayama Tsuneo Horiuchi | Hanshin Tigers Yomiuri Giants      |               |               |               |               |               |               |               |
| 1967 | Kentaro Ogawa                   | Chunichi Dragons                   |               |               |               |               |               |               |               |
| 1968 | Yutaka Enatsu                   | Hanshin Tigers                     |               |               |               |               |               |               |               |
| 1969 | Kazumi Takahashi                | Yomiuri Giants                     |               |               |               |               |               |               |               |
| 1970 | Masaji Hiramatsu                | Taiyo Whales                       |               |               |               |               |               |               |               |
| 1971 | Aucun gagnant                   | Aucun gagnant                      | Aucun gagnant | Aucun gagnant | Aucun gagnant | Aucun gagnant | Aucun gagnant | Aucun gagnant | Aucun gagnant |
| 1972 | Tsuneo Horiuchi                 | Yomiuri Giants                     |               |               |               |               |               |               |               |
| 1973 | Kazumi Takahashi                | Yomiuri Giants                     |               |               |               |               |               |               |               |
| 1974 | Senichi Hoshino                 | Chunichi Dragons                   |               |               |               |               |               |               |               |
| 1975 | Yoshiro Sotokoba                | Hiroshima Toyo Carp                |               |               |               |               |               |               |               |
| 1976 | Kojiro Ikegaya                  | Hiroshima Toyo Carp                |               |               |               |               |               |               |               |
| 1977 | Shigeru Kobayashi               | Yomiuri Giants                     |               |               |               |               |               |               |               |
| 1978 | Hiromu Matsuoka                 | Yakult Swallows                    |               |               |               |               |               |               |               |
| 1979 | Shigeru Kobayashi               | Hanshin Tigers                     |               |               |               |               |               |               |               |
| 1980 | Aucun gagnant                   | Aucun gagnant                      | Aucun gagnant | Aucun gagnant | Aucun gagnant | Aucun gagnant | Aucun gagnant | Aucun gagnant | Aucun gagnant |
| 1981 | Takashi Nishimoto               | Yomiuri Giants                     |               |               |               |               |               |               |               |
| 1982 | Manabu Kitabeppu                | Hiroshima Toyo Carp                |               |               |               |               |               |               |               |
| 1983 | Kazuhiko Endo                   | Yokohama Taiyo Whales              |               |               |               |               |               |               |               |
| 1984 | Aucun gagnant                   | Aucun gagnant                      | Aucun gagnant | Aucun gagnant | Aucun gagnant | Aucun gagnant | Aucun gagnant | Aucun gagnant | Aucun gagnant |
| 1985 | Tatsuo Komatsu                  | Chunichi Dragons                   |               |               |               |               |               |               |               |
| 1986 | Manabu Kitabeppu                | Hiroshima Toyo Carp                |               |               |               |               |               |               |               |
| 1987 | Masumi Kuwata                   | Yomiuri Giants                     |               |               |               |               |               |               |               |
| 1988 | Yutaka Ohno                     | Hiroshima Toyo Carp                |               |               |               |               |               |               |               |
| 1989 | Masaki Saito                    | Yomiuri Giants                     |               |               |               |               |               |               |               |
| 1990 | Hideo Nomo                      | Osaka Kintetsu Buffaloes           |               |               |               |               |               |               |               |
| 1991 | Shinji Sasaoka                  | Hiroshima Toyo Carp                |               |               |               |               |               |               |               |
| 1992 | Takehiro Ishii                  | Seibu Lions                        |               |               |               |               |               |               |               |
| 1993 | Shinji Imanaka                  | Chunichi Dragons                   |               |               |               |               |               |               |               |
| 1994 | Masahiro Yamamoto               | Chunichi Dragons                   |               |               |               |               |               |               |               |
| 1995 | Masaki Saito                    | Yomiuri Giants                     |               |               |               |               |               |               |               |
| 1996 | Masaki Saito                    | Yomiuri Giants                     |               |               |               |               |               |               |               |
| 1997 | Fumiya Nishiguchi               | Seibu Lions                        |               |               |               |               |               |               |               |
| 1998 | Kenjiro Kawasaki                | Yakult Swallows                    |               |               |               |               |               |               |               |
| 1999 | Koji Uehara                     | Yomiuri Giants                     |               |               |               |               |               |               |               |
| 2000 | Aucun gagnant                   | Aucun gagnant                      | Aucun gagnant | Aucun gagnant | Aucun gagnant | Aucun gagnant | Aucun gagnant | Aucun gagnant | Aucun gagnant |
| 2001 | Daisuke Matsuzaka               | Seibu Lions                        |               |               |               |               |               |               |               |
| 2002 | Koji Uehara                     | Yomiuri Giants                     |               |               |               |               |               |               |               |
| 2003 | Kei Igawa Kazumi Saito          | Hanshin Tigers Fukuoka Daiei Hawks |               |               |               |               |               |               |               |
| 2004 | Kenshin Kawakami                | Chunichi Dragons                   |               |               |               |               |               |               |               |
| 2005 | Toshiya Sugiuchi                | Fukuoka SoftBank Hawks             |               |               |               |               |               |               |               |
| 2006 | Kazumi Saito                    | Fukuoka SoftBank Hawks             |               |               |               |               |               |               |               |
| 2007 | Yu Darvish                      | Hokkaido Nippon Ham Fighters       |               |               |               |               |               |               |               |
| 2008 | Hisashi Iwakuma                 | Tohoku Rakuten Golden Eagles       |               |               |               |               |               |               |               |
| 2009 | Hideaki Wakui                   | Saitama Seibu Lions                |               |               |               |               |               |               |               |
| 2010 | Kenta Maeda                     | Hiroshima Toyo Carp                |               |               |               |               |               |               |               |
| 2011 | Masahiro Tanaka                 | Tohoku Rakuten Golden Eagles       |               |               |               |               |               |               |               |
| 2012 | Tadashi Settsu                  | Fukuoka SoftBank Hawks             |               |               |               |               |               |               |               |
| 2013 | Masahiro Tanaka                 | Tohoku Rakuten Golden Eagles       |               |               |               |               |               |               |               |
| 2014 | Chihiro Kaneko                  | Orix Buffaloes                     |               |               |               |               |               |               |               |
| 2015 | Kenta Maeda                     | Hiroshima Toyo Carp                |               |               |               |               |               |               |               |
| 2016 | Kris Johnson                    | Hiroshima Toyo Carp                |               |               |               |               |               |               |               |
| 2017 | Tomoyuki Sugano                 | Yomiuri Giants                     |               |               |               |               |               |               |               |
| 2018 | Tomoyuki Sugano                 | Yomiuri Giants                     |               |               |               |               |               |               |               |
| 2000 | Aucun gagnant                   | Aucun gagnant                      | Aucun gagnant | Aucun gagnant | Aucun gagnant | Aucun gagnant | Aucun gagnant | Aucun gagnant | Aucun gagnant |
| 2020 | Yūdai Ōno                       | Chunichi Dragons                   |               |               |               |               |               |               |               |
| 2021 | Yoshinobu Yamamoto              | Orix Buffaloes                     |               |               |               |               |               |               |               |
| 2022 | Yoshinobu Yamamoto              | Orix Buffaloes                     |               |               |               |               |               |               |               |
| 2023 | Yoshinobu Yamamoto              | Orix Buffaloes                     |               |               |               |               |               |               |               |